# Intrige
Intrige (von lateinisch intricare „in Verlegenheit bringen“), veraltet auch Kabale, Ränke oder Ranküne, bezeichnet eine Handlungsstrategie, mit der einzelne oder Gruppen von Menschen versuchen, anderen Schaden zuzufügen oder sie gegeneinander aufzuhetzen. Der Träger dieser Handlungsstrategie wird als Intrigant bezeichnet.
Der Sinn und Zweck der Intrige kann der persönlichen emotionalen Befriedigung (Schadenfreude, Sadismus) oder persönlichen bzw. gruppeneigenen Vorteilen dienen.
In der Literatur hat die Intrige besonders für das Drama Bedeutung. Während in der Komödie die durch den Intriganten eingefädelte Verwicklung schließlich diesen selbst bloßstellt, führt sie in der Tragödie den Untergang des Helden herbei. Typische Intriganten sind Iago in Othello und Franz Moor in Die Räuber.
Die Intrige ist verwandt mit der Kabale, z. B. in Friedrich Schillers Drama Kabale und Liebe. Eine Kabale ist ein geheimes Einverständnis von Personen zu einem bösen Zweck oder Anschlag. Cabala (vom hebräischen qabbâlêh; vgl. auch „Kabbala“) ist ein Ausdruck aus dem Lateinischen für Geheimnis. Weitere Ausdrücke für Intrige sind im Deutschen Machenschaften, Doppelspiel, Ränke. Ranküne indessen ist das Verfolgen von Rache aus erlittenem Schaden. Als Komplott (Verschwörung) bezeichnet man das zielgerichtete Handeln von mehreren Personen mit Tricks. Im Englischen bedeutet intrigue auch eine Affäre zwischen einem geheimen Liebespaar.
Abweichend davon ist Intrige auch ein dramaturgischer Fachbegriff. Er bezeichnet die sichtbare Handlung eines Theaterstücks, seine Verwicklung und deren Auflösung. Nach Jean-François Marmontel ist die Intrige in diesem Verständnis eine Kette mit den verschiedenen Ereignissen als Glieder.
Der Schweizer Literaturwissenschaftler Peter von Matt hat in seinem Werk Die Intrige den Wandel des Begriffs und der Praxis zivilisationsgeschichtlich untersucht und verortet. Angelehnt an Nietzsches theoretische Überlegungen zum Thema klopft er ab, wieweit der Begriff Intrige eine Funktion und Notwendigkeit für den Fortschritt der Aufklärung, etwa bei Theodor W. Adorno, besitzt.
Strukturelemente einer Intrige sind nach von Matt die Erfahrung einer Not (Notsituation), die Benennung eines Ziels (Zielfantasien), die Planszene, die Intrigenpraxis, die Verstellung, die Anagnorisis, das Gnorisma und das Intrigenrequisit. Es treten auf das Intrigenopfer, das Intrigensubjekt bzw. der Intrigenlenker oder -anstifter und der freiwillige oder unfreiwillige Intrigenhelfer. Mit einer Intrige sind oft die Intrigengeduld und der Intrigengenuss verbunden. Eine Intrige kann durch eine Gegenintrige beantwortet werden. Außerdem gibt es auch noch sogenannte Hofintrigen.
Das gleiche Verhalten kommt auch bei Menschenaffen vor.
Friedrich von Heyden eröffnet seinen Roman Die Intriguanten (1840) mit folgendem Absatz: „Zu keiner Zeit ist die Intrigue weiter verbreitet und mächtiger gewesen, als in der Mitte des siebzehnten Jahrhunderts. In der Kirche, in der Politik, in der Gesellschaft, in der Liebe bedingte sie vornehmlich den Umschwung der Verhältnisse. Das Gemüth schien weniger als jemals zu bedeuten. List, Feinheit, Malice mischten die Karten des öffentlichen und des Privatlebens zum Spiele oft der treulosesten Ränke, und nur der Geist galt für vollkommen gebildet, nahm die allgemeine Billigung der großen und vornehmen Welt in Anspruch, dem es glücklich gelang, am schlausten zu überlisten, alle Trümpfe zu sich hinüber zu locken, um sie zu allgemeiner Ueberraschung am Ende auszugeben, und so die Partie zu gewinnen. Man spielte falsch; die Gegenpartei erwartete aber nichts Anderes, machte es nicht besser. Der Sieg der Falschheit nahm, unbekümmert um die entsetzliche Unsittlichkeit, ihren Preis. Der Niederlage dagegen folgte die zersetzende Kraft des Lächerlichen. Nur wer sich blamirte, war vernichtet.“